# Стёрджес, Джон
Джон Элиот Стёрджес (англ. John Eliot Sturges; 3 января 1910, Ок-Парк — 18 августа 1992, Сан-Луис-Обиспо) — американский кинорежиссёр, автор классических фильмов «Золотого века» Голливуда — «Плохой день в Блэк Роке», «Старик и море», «Великолепная семёрка» и «Большой побег».

## Биография
Хотя и Джон Стёрджес, и его коллега-режиссер Престон Стёрджес, работали в Чикаго и носили одну и ту же фамилию, между ними не известно никакой связи. Джон Стёрджес начал свою карьеру в кино в 1932 году как монтажёр. Во время Второй мировой войны он служил в Воздушном корпусе армии США, где впервые попробовал себя в качестве режиссёра. Там Стёрджес снимал документальные и обучающие фильмы в качестве капитана ВВС США.
Режиссёрский дебют Стёрджеса в игровом кино состоялся в 1946 году с фильма «Человек, который посмел» (1946), первого из многих фильмов категории B. Стёрджес стал известен благодаря вестерну «Плохой день в Блэк Роке», за который был номинирован на премию «Оскар» и на «Золотую пальмовую ветвь» Каннского кинофестиваля. В этом фильме он творчески использовал широкоэкранный формат CinemaScope, поместив одинокую фигуру Спенсера Трейси на фоне огромной панорамы пустыни.
В 1960 году снял вестерн «Великолепная семёрка» — ремейк «Семи самураев» Акиры Куросавы. Однажды Стёрджес встретил самого Куросаву, который сказал ему, что любит «Великолепную семерку». Стёрджес считал это моментом наибольшей гордости в своей профессиональной карьере. Сам Стёрджес скромно отмечал, что популярность фильма отчасти объясняется тем, что он стал трамплином для нескольких молодых актёров, перенесших местность из Японии в Мексику (так, например, картина изменила карьеру Юла Бриннера), и использованием части музыки в качестве темы для рекламы сигарет Marlboro.
Кроме вестернов, на протяжении своей карьеры Стёрджес заработал репутацию продюсера драмы, основанной на персонажах, в рамках жанрового кино. Среди заметных фильмов — «Старик и море» (по одноимённой повести Эрнеста Хемингуэя) и «Полярная станция „Зебра“», а также боевики о Второй мировой войне «Большой побег» и «Орёл приземлился».
После 1976 года Стёрджес не снимал кино. В 1992 году он был награжден премией Golden Boot Award за пожизненный вклад в вестерны. Был дважды женат.

## Фильмография
- 1946 — Человек, который отважился / The Man Who Dared
- 1946 — В тени / Shadowed
- 1946 — Он же мистер Туайлайт / Alias Mr. Twilight
- 1947 — Из любви к Расти / For the Love of Rusty
- 1947 — Пчеловод / Keeper of the Bees
- 1947 — Тандерболт / Thunderbolt
- 1948 — Знак Овна / The Sign of the Ram
- 1948 — Побеждает лучший / Best Man Wins
- 1949 — Уокинг-хиллс / The Walking Hills
- 1950 — Великолепный янки / The Magnificent Yankee
- 1950 — Поимка / The Capture
- 1950 — Загадочная улица / Mystery Street
- 1950 — Правый кросс / Right Cross
- 1951 — Добрая леди / Kind Lady
- 1951 — Народ против О’Хары / The People Against O’Hara
- 1951 — Это большая страна / It’s a Big Country
- 1952 — Девушка в белом / The Girl in White
- 1953 — Опасность / Jeopardy
- 1953 — Быстрая команда / Fast Company
- 1953 — Побег из форта Браво / Escape from Fort Bravo
- 1955 — Плохой день в Блэк Роке / Bad Day at Black Rock
- 1955 — Под водой! / Underwater!
- 1955 — Алый мундир / The Scarlet Coat
- 1956 — Ответная реакция / Backlash
- 1957 — Перестрелка в О. К. Коррал / Gunfight at the O.K. Corral
- 1958 — Закон и Джейк Уэйд / The Law and Jake Wade
- 1958 — Старик и море / The Old Man and the Sea
- 1959 — Последний поезд из Ган-Хилл / Last Train from Gun Hill
- 1959 — Так мало никогда / Never So Few
- 1960 — Великолепная семёрка / The Magnificent Seven
- 1961 — Одержимые любовью / By Love Possessed
- 1962 — Три сержанта / Sergeants 3
- 1962 — Девушка по имени Тамико / A Girl Named Tamiko
- 1963 — Большой побег / The Great Escape
- 1965 — Дьявольский микроб / The Satan Bug
- 1965 — Тропа Аллилуйя / The Hallelujah Trail
- 1967 — Час оружия / Hour of the Gun
- 1968 — Полярная станция «Зебра» /  Ice Station Zebra
- 1969 — Потерянные / Marooned
- 1972 — Джо Кидд / Joe Kidd
- 1973 — Лошади Вальдеса / Valdez, il mezzosangue
- 1974 — Маккью / McQ
- 1976 — Орёл приземлился / The Eagle Has Landed